# Singulari quadam (Pius IX.)
Singulari quadam ist eine Allokution von Papst Pius IX., die am 9. Dezember 1854 veröffentlicht wurde. In dieser Allokution setzt sich der Papst mit den Irrtümern des Rationalismus und Indifferentismus sowie mit der Grundidee des theologischen Pluralismus auseinander und verurteilt sie.
Die Allokution beginnt mit dem Satz:

„Singulari quadam perfusi laetitia exultamus in Domino, Venerabiles Fratres, cum vos hodierno die lateri  Nostro frequentes adstare videamus, quos Nostrum gaudium et coronam iure possumus nuncupare.“

„Mit einer besonderen Freude durchdrungen frohlocken wir im Herrn, ehrwürdige Brüder, weil wir euch,  zahlreich, heute an unserer Seite sehen, euch, die wir unsere Freude und unsere Krone mit Recht nennen  können.“

## Hintergrund
Die Allokution Singulari quadam ist die Grundlage für den entsprechenden Abschnitt des Syllabus errorum, der diverse Irrtümer der Neuzeit geißelt. Nebst Rationalismus blieb auch Indifferentismus nicht ungeschoren.
Die Unbefleckte Empfängnis der Jungfrau Maria, die die am vorigen Tage (8. Dezember 1854, genau 10 Jahre vor der Quanta Cura und dem Syllabus Errorum) veröffentlichte Bulle Ineffabilis Deus behandelt, wird auch in den abschließenden Worten dieser Allokution erwähnt.

## Direktive
Anfangs lässt der Papst verlauten, dass die hohen Geistlichen aufgerufen wurden, damit ihnen eine neue Kraft zum Verfolgen des Heils der ihnen anvertrauten Schafe beschert werde.
Papst Pius IX. beklagt die ungeheuren Irrtümer, die in den katholischen Ländern in dieser schwierigen Zeit strolchen. Deshalb weist er auf sie hin, damit die Kräfte des Klerus auf ihre Bekämpfung gerichtet werden.

### Geheimbünde und Gesetzgebung im Königreich Sardinien
Der Papst beklagt die Existenz jener Ungläubigen, die es auf die völlige Vernichtung des religiösen Kultes angelegt haben. Ihnen sind auch die Mitglieder der Geheimbünde zuzuordnen, die durch ihren ruchvollen Bund zusammengeschlossen, keine Mittel scheuen, um sowohl die gesellschaftliche, als auch die religiöse Ordnung zu zerrütten (auf Latein: „eisqui imprimis adnumerandi sunt clandestinarum societatum gregales, qui nefario inter se foedere coniuncti nullas non adhibent artes, ut quibusque violatis iuribus rem et sacram et publicam perturbent, evertant. “). Der Papst stellt jedoch mit Genugtuung die gegenwärtige Abneigung der Menschen gegen die Missetaten der Ungläubigen (auf Latein: „fatendum est praesentis aetatis homines generatim abhorrere ab incredulorum pravitate“) und gleichzeitig die religiöse Veranlagung unter ihnen fest. Das könne entweder auf die Grausamkeit der von ihnen begangenen Gräueltaten, oder auf die Angst vor Revolutionen und Erhebungen zurückzuführen sein. Die Zahl jener, die mit ihrer Ungläubigkeit prahlen, gehe ab, so der Papst (auf Latein: „imminutum esse patet perditorum numerum, qui incredulitate se iactent et glorientur“).
Dies sei ein guter Fortschritt auf dem Wege zur Wahrheit, dennoch blieben vielerlei Hürden.
Eine davon seien jene, die formell der Religion angehören und sie durch ihre Worte preisen, aber durch ihre Handlungen ihre Autorität zu verringern suchen, oder sie mit den Grenzen der weltlichen Ordnung beschränken und sie unterwerfen wollen. Keine Grenze irgendeines Reiches dürfe die Kirche beschränken, damit sie zu entfernten Ländern gelange und alle Völker und Nationen in sich umschlinge und ihnen den Weg des Heiles weise. Beispielsweise verurteilt der Papst ein Gesetz im Königreich Sardinien, das auf die Abschaffung der kirchlichen Institutionen abzielt und die Rechte der Kirche unterminiert, und wenn möglich, vernichtet.

### Rationalismus
Nichtsdestoweniger gebe es belesene Männer, die, wenn sie gleich die Religion als die vortrefflichste Gabe Gottes bezeichnen und loben, in dem Maße die menschliche Vernunft hochschätzen und verherrlichen, dass sie sie mit der Religion auf die dümmste Weise gleichstellen (auf Latein: „humanam nihilominus rationem tanto habent in pretio, tantopere extollunt, ut vel ipsi religioni aequiparandam stultissime putent“). Ihrer Meinung nach sei den philosophischen und den theologischen Fächern die gleiche Behandlung zuzuteilen. Diese stützen jedoch auf den Dogmen des Glaubens, als welche es nichts Standhafteres oder Festeres gebe, während jene durch die menschliche Vernunft erklärt werden, als welche es nichts Unklareres gebe, die zudem wackelig wegen der Vielfältigkeit der Gemüter sowie anfällig für zahllose Täuschungen und Betrug sei. (auf Latein: „cum tamen illae fidei dogmatibus innitantur, quibus nihil firmius, nihil stabilius, istae vero humana explicentur atque illustrentur ratione, qua nihil incertius, utpote quae varia est pro ingeniorum varietate“). Die schändlichen Irrtümer, in denen die menschliche Vernunft nach der Abschaffung der religiösen Autorität verwickelt wird, schaden sowohl der religiösen, als auch der gesellschaftlichen Ordnung. Den Rationalisten solle hingewiesen werden, wie anmaßend die Untersuchung der Mysterien sei, die uns der gnädige Gott zu offenbaren geruhte, sowie der Versuch, sie mit der Ohnmacht und Beengtheit der menschlichen Verstandes zu erfassen. (auf Latein: „Demonstrandum illis est quantae sit arrogantiae pervestigare mysteria, quae revelare nobis dignatus est clementissimus Deus, eademque assequi, complectique audere humanae mentis imbecillitate et angustiis“).
Die Verehrer der menschlichen Vernunft, wie sie der Papst nennt (auf Latein: „humanae rationis cultores“), hätten vergessen, welch eine schwere und bittere Wunde der menschlichen Natur durch die Schuld des ersten Menschen zugefügt worden sei. Dazu gehöre die undurchdringliche Finsternis, die die Vernunft umwickelt habe. Deswegen hätten selbst die herausragenden Denker des Altertums ihre Schriften mit Irrtümern beschmutzt. Kaum einer könne behaupten, die Vernunft genüge zur Verfolgung der Wahrheit (auf Latein: „ecquis satis esse rationem ducat ad assequendam veritatem?“). Es könne nicht bestritten werden, dass die Hülfe der göttlichen Religion und der himmlischen Gnade zur Erlangung des Heiles unentbehrlich seien. Als sich Jesus Christus an seinen Vater wendete, habe er die Offenbarung der höchsten Geheimnisse der Wahrheiten nicht den mit ihren Theorien protzenden Weisen und Vernünftigen, sondern den sich auf den Glauben stützenden Demütigen verheißen (auf Latein: „altissima veritatum arcana patefacta haud esse affirmavit prudentibus et sapientibus huius saeculi, qui ingenio doctrinaque sua superbiunt, et praestare negant obsequium fidei, sed vero humilibus ac simplicibus hominibus, qui fidei divinae oraculo nituntur et conquiescunt“).
Dieses heilvolles Schreiben sollen die hohen Geistlichen jenen einprägen, die die Kraft der menschlichen Vernunft dermaßen verherrlichen, dass sie sich mit ihrer Hülfe erdreisten, die Sakramente zu untersuchen und zu erklären. Das sei überaus unsinnig und unangebracht (auf Latein: „qui humanae rationis vim usque adeo exaggerant, illius ut ope mysteria ipsa scrutari audeant atque explicare, quo nihil ineptius, nihil insanius“). Papst Pius IX. stachelt die Anwesenden dazu an, jene Leute von der Verderbtheit des Verstandes abzubringen, indem sie ihnen erklären, es gebe nichts Vortrefflicheres als die für das Heil unentbehrliche Autorität des göttlichen Glaubens, die als Fackel in der Finsternis und als Leiter zum Leben diene.

### Indifferentismus
Der Papst wendet sich daraufhin gegen den Irredentismus. Er rühre davon her, dass einige Katholiken mutmaßen, auch jene könnten das Heil erreichen, die der wahren Kirche Christi nicht angehören. Zu vermuten, was für ein Los nach dem Tode sie widerfahre, sei eine Folge der eitlen Anlässe in dieser verdorbenen Frage.
Die hohen Geistlichen sollen mit aller Kraft diese pietätlose und heillose Auffassung (dass in jeder beliebigen Religion ein Weg zum Heil zu finden sei) aus dem Verstand der Menschen vertreiben. Es sei zu bekennen, dass niemand außerhalb der Römischen Kirche erlöst werden könne, und dass sie der einzige Bogen des Heiles sei. Dennoch beten der Papst und die Geistlichen zur Bekehrung aller Völker zu Christo und widmen ihre Kräfte dem gemeinen Heil der Menschen (auf Latein: „Ceterum […] assiduas fundamus preces, ut omnes quaquaversus gentes ad Christum convertantur, communique hominum saluti pro viribus inserviamus“).
Diese Wahrheiten sollen den Gläubigen eingeprägt werden, damit sie nicht durch falsche Theorien verdorben werden, die den religiösen Indifferentismus befördern, der zum Verhängnis der Seelen vielerorts kriecht und erstarkt (auf Latein: „Huiusmodi veritates defigendae altissime sunt fidelium mentibus, ne falsis corrumpi queant doctrinis eo spectantibus ut religionis foveant indifferentiam, quam ad exitium animarum serpere latius videmus ac roborari“).
Im Weiteren fordert der Papst von den Geistlichen die Anwendung aller ihrer Kräfte zur Vernichtung und Zurückweisung der oben erwähnten Irrtümer. Er lobt auch jene frommen Frauen, die, selbst den Tod nicht scheuend, mit ihren wohltätigen Werken unter den Leuten in weit entfernten Ländern Bewunderung hervorriefen. Papst Pius IX ermuntert die Geistlichen zur tüchtigen und häufigen Verwendung der Sakramente und verurteilt die hin und wieder zu beobachtende Fahrlässigkeit.
Schließlich erinnert der Papst an das außerordentliche Vorrecht der unbefleckten Virgo Maria, vom gemeinsamen Verhängnis unseres Geschlechts ausgenommen zu werden, um jene zu widerlegen, die das Verdorben-Werden der menschlichen Natur infolge der Ursünde bestreiten und die Kräfte der Vernunft übertreiben, um die Religion zu verneinen. Es möge die gesegnete Jungfrau, die alle Häresien besiegt und zunichtegemacht habe, auch den heillosen Irrtum des Rationalismus mit den Wurzeln ausmerzen, der in dieser erbärmlichen Epoche nicht nur die weltliche Gesellschaft, sondern auch die Kirche heimsucht (auf Latein: „Faxit tandem Virgo Beatissima, quae interemit ac perdidit universas haereses, ut hic etiam evellatur stirpitus, ac deleatur Rationalismi error perniciosissimus qui hac miserrima aetate non civilem modo societatem, sed vero etiam tantopere affligit et vexat Ecclesiam!“). Sie möge auch den zusammengekommenen Geistlichen zur Seite stehen und in den Schwierigkeiten ihr Beistand, im Zweifel ihr Rat sein. Den Gläubigen möge auch genug Einsicht beschert werden, damit jene von der Seite des Pfarrers nicht abweichen, sondern seine Stimme vernehmen und sich dorthin begeben, wohin er will. Schließlich segnet der Papst die Geistlichen und ihre Herde. (grex)